# آيت بن عمر (آيت سيدي موسى أولياس)
آيت بن عمر هو دُوَّار يقع بجماعة واد إفران، إقليم إفران، جهة فاس مكناس في المملكة المغربية. ينتمي الدوّار لمشيخة آيت سيدي موسى أولياس التي تضم 5 دواوير. يقدر عدد سكانه بـ 153 نسمة حسب الإحصاء الرسمي للسكان والسكنى لسنة 2004.

## وصلات خارجية
- البوابة الوطنية للجماعات الترابية
- المندوبية السامية للتخطيط